# Augsburger Stadtbusse
Diese Seite führt alle aktuellen und ehemaligen Omnibusse der Stadtwerke Augsburg und der Augsburger Verkehrsgesellschaft auf, die sich seit Aufnahme des Omnibusbetriebes 1926 im Besitz der Stadtwerke Augsburg (SWA) beziehungsweise später der Augsburger Verkehrsgesellschaft (AVG) befunden haben. Neben Solo- und Gelenkbussen (jeweils in Hoch- und Niederflurbauweise) beinhaltet die Liste auch die ehemals in Dienst gestellten Anhänger und Sonderfahrzeuge sowie die von den Herstellern eingeführten Erprobungsfahrzeuge. Nicht enthalten sind dagegen Arbeits- und Schleppfahrzeuge.

## Linien
| Linie | Verlauf | Länge   | Takt Mo–Fr | Takt Sa       | Takt So/NVZ        |
| ----- | --- | ------- | ---------- | ------------- | ------------------ |
| 21    | Bärenwirt/DRvS – Josefinum – Gaswerk – Bärenkeller Nord – Bärenkeller Süd | 6,9 km  | 20         | 20            | 30                 |
| 22    | Hbf – Königsplatz – City-Galerie – Jakobertor – Berliner Allee | 3,8 km  | 20         | 20            | -                  |
| 22    | (...) – Albrecht-Dürer-Str. – Firnhaberau | 4,5 km  | 20         | 20            | 30                 |
| 23    | Königsplatz – Hbf – Staatstheater – Jakobertor – Berliner Allee | 3 km    | 20         | 20            | -                  |
| 23    | (...) – Lechhausen Schlößle – Kleesiedlung – Hammerschmiede – Firnhaberau | 7,8 km  | 20         | 20            | 30                 |
| 24    | Haunstetten Nord – Klinikum Süd – Haunstetten Süd | 5 km    | 20         | 20            | 30                 |
| 25    | Haunstetten Nord – Hofackerstraße – Inninger Straße P&R – Haunstetten Süd | 6 km    | 20         | 20            | 30                 |
| 29    | Lechhausen Neuer Ostfriedhof – Hochzoll Mitte – Hochzoll Bf. – Zwölf-Apostel-Pl. – Kuhsee – Hochzoll-Süd – (weiter als Linie 30)                                                                                                  | 4,3 km  | 20         | 20            | 30                 |
| 30    | Hochzoll Süd – Zwölf-Apostel-Pl. – Rudolf-Diesel-Gymnasium – (weiter als Linie 31) | 2,1 km  | 20         | 20            | 30                 |
| 31    | Rudolf-Diesel-Gymnasium – Lechhausen Neuer Ostfriedhof – (weiter als Linie 29) | 3 km    | 20         | 20            | 30                 |
| 32    | Uniklinik BKH – Dayton-Ring – Reinöhlstr. – Rosenaustraße – Hbf – Königsplatz – Hochschule – Localbahn – Zoo/Bot. Garten | 10 km   | 20         | 20            | 15 (So) / 30 (NVZ) |
| 33    | Jakobertor – Proviantbachquartier – Herrenbach Schule – Schwaben Center | 3,5 km  | 20         | 20            | 30                 |
| 35    | Pfersee Süd – Pfersee – Reinöhlstr. – Oberhausen Bf. – Josefinum – Bärenwirt/DRvS – MAN – Vincentinum – Pilgerhausstr. – City-Galerie – Rotes Tor – Alpenstr. → / Bismarckbrücke ← – Schertlinstr. – Eichleitnerstr. – Bergstraße | 14,4 km | 20         | 20            | 30                 |
| 36    | Textilmuseum – Herrenbach Schule – Schwaben Center | 2,5 km  | 20         | 20            | 30                 |
| 37    | Schleiermacherstr. – Schackstr. → – St.-Anton-Siedlung | 3,5 km  | 20         | -             | -                  |
| 38    | Augsburg-Inningen – Göggingen Rathaus – Neubergheim – Bergheim | 11,3 km | 30         | 60            | 60 (So) / - (NVZ)  |
| 41    | Königsplatz – Bismarckbrücke – Hochfeld – Messezentrum – Bukowina-Institut/PCR – Messe DB – Olof-Palme-Str – Maria Stern – (abwechselnd weiter als Linie 42 oder zur Hst. Bergstr.)                                               | 11,3 km | 20         | 20            | 15 (So) / 30 (NVZ) |
| 42    | Maria Stern – Bergstr. – Halle 116/Pröllstr. – Pfersee Süd – Pfersee | 6,1 km  | 40         | -             | -                  |
| 43    | Diakonissenhaus – Hbf – Königsplatz – Bismarckbrücke – Seniorenzentrum Servatius | 11,3 km | 60         | 60            | 60 (So) / - (NVZ)  |
| 44    | Hbf – Königsplatz – Staatstheater – Vincentinum – Albrecht-Dürer-Str. – Hammerschmiede | 6 km    | 20         | 20            | -                  |
| 48    | Berliner Allee – Schackstr. – Industriegebiet Lechhausen – Medienzentrum | 6,1 km  | 30         | 60 (7-15 Uhr) | -                  |

## Fahrzeuge

### Stadtbusse

#### Aktueller Fahrzeugbestand
Seit Anfang November 2006 ist der Fuhrpark der Augsburger Verkehrsgesellschaft (AVG) zu 100 % Niederflur. Seit Januar 2011 besteht der Fuhrpark der AVG ausschließlich aus Erdgasbussen. Einzige Ausnahme waren bis auf die ersten drei – 3401 II, 3402 II und 3403 II, die ebenfalls Erdgasbusse waren – die AVG Ersatzbusse während des zweiten Königsplatz-Umbaus.
Die AVG hat mit der Wagennummer 2261 einen MAN NL 243 A21-CNG-EEV Lion’s City Facelift Erdgas-Solobus, Baujahr 2012, die über die Euro-6-Norm hinausgeht zum Test im regulären Fahrzeugbestand, im Linienverkehr im Einsatz. Somit stehen jetzt für den Linienverkehr mit Stand Oktober 2018 insgesamt 87 Busse zur Verfügung.
- 02 MAN NL 243 CNG Lion’s City Erdgas-Solobus, Bau- und Lieferjahr 2006, Erstzulassung 2007
- 05 MAN NL 243 CNG-EEV Lion’s City Erdgas-Solobus, Bau- und Lieferjahr 2009 (laut Internet jedoch 2010)
- 10 MAN NL 243 CNG-EEV Lion’s City Facelift Erdgas-Solobus, Baujahre 2011–2012, Lieferjahr 2012
- 01 MAN NL 243 A21-CNG-EEV Lion’s City Facelift Erdgas-Solobus, Baujahr 2012, Lieferjahr 2013
- 10 MAN NG 313 CNG Lion’s City Erdgas-Gelenkbus, Bau- und Lieferjahr 2006MAN-Erdgas-Bus des Typs NG 313 CNG Lion’s City, Baujahr 2006, im Jahr 2006 an der Endhaltestelle Klinikum/BKH

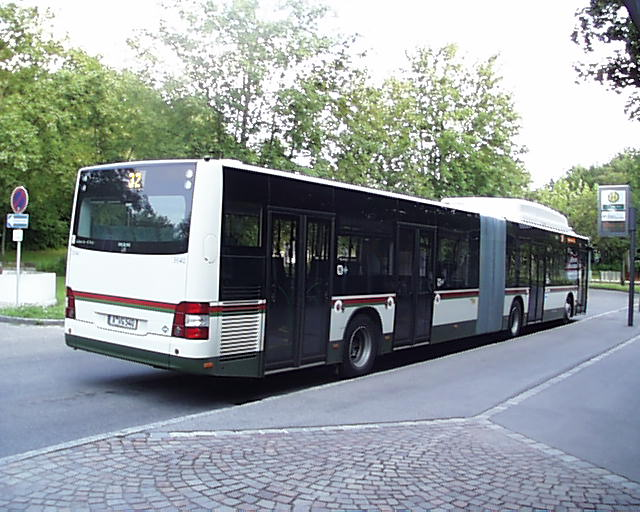
MAN-Erdgas-Bus des Typs NG 313 CNG Lion’s City, Baujahr 2006, im Jahr 2006 an der Endhaltestelle Klinikum/BKH

- 14 MAN NG 313 CNG-EEV Lion’s City Erdgas-Gelenkbus, Bau- und Lieferjahr 2006
- 12 MAN NG 313 CNG-EEV Lion’s City Facelift Erdgas-Gelenkbus, Bau- und Lieferjahr 2012
- 13 Mercedes-Benz O 530 G NGT C2 (Citaro 2) Euro 6 Erdgas-Gelenkbus, Bau- und Lieferjahre 2015–2016 (im Linien-Betrieb seit März 2016; ersetzte ältere Busse im Linienbetrieb)
- 10 Mercedes-Benz O 530 G NGT C2 (Citaro 2) Euro 6 Erdgas-Gelenkbus, Bau- und Lieferjahr 2016 (im Linien-Betrieb seit November 2016; ersetzte ältere Busse im Linienbetrieb)[2]
- 06 Mercedes-Benz O 530 G NGT C2 (Citaro 2) Euro 6 Erdgas-Gelenkbus, Bau- und Lieferjahr 2017 (im Linien-Betrieb seit Dezember 2017; ersetzte ältere Busse im Linienbetrieb)
- 01 Mercedes-Benz O 530 G NGT C2 (Citaro 2) (hybrid) Euro 6 Erdgas-Gelenkbus - Mercedes Vorführwagen aus Mannheim, Bau- und Lieferjahr 2018 (im Linien-Betrieb seit 1. August 2018; ersetzt ältere Busse im Linienbetrieb)[3]
- 03 Mercedes-Benz O 530 G NGT C2 (Citaro 2) Euro 6 Erdgas-Gelenkbus, Bau- und Lieferjahr 2018 (im Linien-Betrieb seit 1. August 2018; ersetzt ältere Busse im Linienbetrieb)[3]
- 06 Mercedes-Benz O 530 G NGT hybrid Euro 6 Erdgas-Gelenkbus, Bau- und Lieferjahr 2018 (im Linien-Betrieb seit Oktober 2018; ersetzt ältere Busse im Linienbetrieb)[3]
- 06 Mercedes-Benz O 530 G NGT hybrid Euro 6 Erdgas-Gelenkbus, Bau- und Lieferjahr 2018 (im Linien-Betrieb seit 17. Dezember 2018; ersetzt ältere Busse im Linienbetrieb)
- 07 MAN Lion’s City 18 G NG320 EfficientHybrid Erdgas-Gelenkbus, Bau- und Lieferjahr 2022 (im Linien-Betrieb seit 2. Juli 2022; ersetzt ältere Busse im Linienbetrieb)[4][5]
- 05 MAN Lion’s City 12 G NL320 EfficientHybrid Erdgas-Solobus, Baujahr 2022, im Linien-Betrieb seit Januar 2023[6]

### Übersicht über alle ehemaligen Augsburger Omnibusse
In der nachfolgenden Liste befindet sich eine Übersicht über alle ehemaligen Augsburger Omnibusse.

## Solobusse

### Hochflur-Bauweise

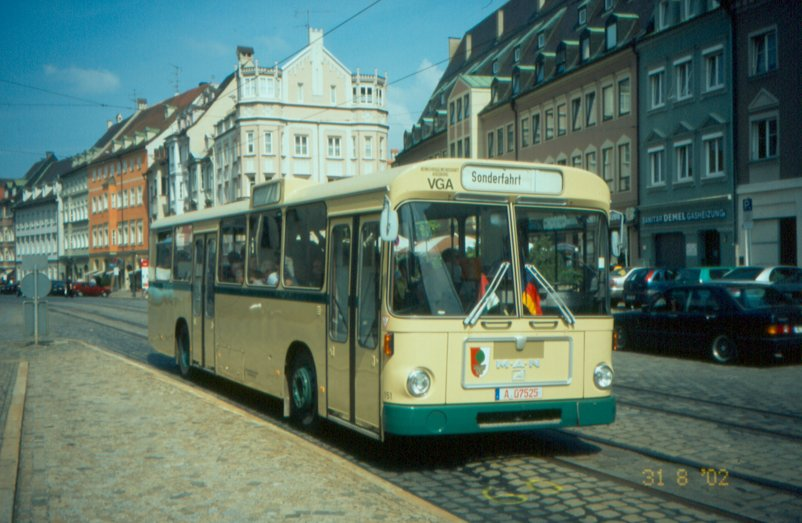
Der MAN SL 192 war über viele Jahre ein typischer Hochflur-Solobus in Augsburg

Der Omnibusbetrieb in Augsburg begann Ende des Jahres 1926 mit Hochflur-Solobussen. Die Stadtwerke Augsburg beschafften in diesem Jahr bei MAN einen Kraftomnibus und gaben ihm die Wagennummer 1. Bereits ein Jahr später wurden zwei weitere Fahrzeuge mit den Nummern 2 und 3 gekauft. Aufgrund des steigenden Bedarfs an Omnibussen wurden bis zum Ende des Zweiten Weltkrieges immer wieder einzelne Fahrzeuge bei verschiedenen Herstellern beschafft.
Bis zu den 1950er Jahren erfolgte der Fahrzeugkauf bei verschiedenen Herstellern. Erst ab 1952 wurden mit der Bestellung des Fahrzeugs Nummer 34 durchweg Aufträge an MAN vergeben. In den Wirtschaftswunderjahren kamen die ersten Großaufträge an den Bushersteller. Den zahlenmäßig größten Anteil an Hochflur-Solobussen erreichte später der Typ SL 200, der zwischen 1975 und 1985 mit 44 Fahrzeugen vertreten war. In den 1980er Jahren setzten die Stadtwerke verstärkt auf Gelenkbusse und Niederflur-Fahrzeuge, sodass sich heute keine Hochflur-Solobusse mehr im Einsatz befinden.
| Nummer(n)                                                                                 | Typ                       | Baujahr(e)                         | Zahl             | Anmerkung / Verbleib |
| ----------------------------------------------------------------------------------------- | ------------------------- | ---------------------------------- | ---------------- | --- |
| 1                                                                                         | MAN NOB                   | 1926                               | 1                | Nr. 1 wurde im Jahre 1943 zum Lkw umgebaut. |
| 2 – 3                                                                                     | MAN NOB                   | 1927                               | 2                | Nr. 2 wurde im Jahre 1945 zum Lkw umgebaut. Nr. 3 wurde 1948 verkauft. |
| 4                                                                                         | NAG                       | 1930                               | 1                | Fahrzeug in Reisebusausführung. Gebrauchter Ankauf und anschließender Weiterverkauf nach Nutzung 1936. |
| 5                                                                                         | Ley U 12 L                | 1930                               | 1                | Fahrzeug in Reisebusausführung. Gebrauchter Ankauf und anschließender Weiterverkauf nach Nutzung 1936. |
| 6                                                                                         | MAN / Göppel              | 1936                               | 1                | 1944 durch Bombentreffer vollständig zerstört. |
| 7 – 8 9 – 11                                                                              | MAN MP                    | 1937 1938                          | 2 3              | Weiterverkauf der Fahrzeuge erfolgte 1960. |
| 12                                                                                        | Saurer-Werke              | 1941                               | 1                | Weiterverkauf im Jahre 1959. |
| 13 – 14                                                                                   | Gräf & Stift              | 1942                               | 2                | 1955 erfolgte Weiterverkauf. |
| 15                                                                                        | VOMAG                     | 1943                               | 1                | 1955 Umbau zum Schleppwagen. |
| 16 – 18                                                                                   | MAN                       | 1944                               | 3                | Weiterverkauf im Jahre 1945. |
| 19                                                                                        | Büssing / Kässbohrer      | 1944                               | 1                | |
| 20                                                                                        | unbekannt                 | unbekannt                          | 1                | |
| 21                                                                                        | Büssing / Kässbohrer      | 1938                               | 1                | |
| 22                                                                                        | unbekannt                 | unbekannt                          | 1                | |
| 23                                                                                        | Büssing / Kässbohrer      | 1944                               | 1                | |
| 24                                                                                        | unbekannt                 | unbekannt                          | 1                | |
| 25 – 30                                                                                   | Krauss-Maffei KMO 130     | 1946 und 1947                      | 6                | Umbau der Fahrzeuge erfolgte 1952. Nr. 25 im Jahre 1962 ausgebrannt. Die übrigen Fahrzeuge wurden 1964 weiterverkauft. |
| 31 – 33                                                                                   | Büssing / Ludewig 5000 T  | 1948                               | 3                | Alle Fahrzeuge 1962 weiterverkauft. Nr. 32 wurde 1991 in einer Kiesgrube/Sandgrube in Nürnberg gefunden und diente dort als Arbeiterunterkunft. Aufgrund des schlechten Zustands wurde er nicht mehr nach Augsburg zurückgeholt. Heute ist er in Besitz vom Nutzfahrzeug-Museum e.V. Halle 31 in Willich.                                                                                              |
| 34                                                                                        | MAN MKN 26                | 1952                               | 1                | Fahrzeug wurde 1964 weiterverkauft. |
| 35 – 62                                                                                   | MAN MKH 2                 | 1952 und 1957                      | 28               | Alle Fahrzeuge bis 1974 verschrottet. |
| 63                                                                                        | MAN 760 UO 1              | 1958                               | 1                | Im Jahre 1972 wurde Fahrzeug Nr. 63 von der Firma Göppel durch den Wegfall der hinteren Türe und Entfernung des Schaffnersitzes zum „Einmannbus“ umgebaut. Verschrottung 1981. Fünf weitere Fahrzeuge wurden 1972 gebraucht aus Hof gekauft. Sie wurden jedoch nach Ausbau des 3-HM-60-Getriebes ohne Einsatz in Augsburg als Bauwagen weiterverkauft.                                                 |
| 105 – 128                                                                                 | MAN 750 HO-M              | 1966 und 1971                      | 24               | Fahrzeuge wurde bis 1981 ausgemustert und weiterverkauft. |
| 129 – 132                                                                                 | MAN 750 HO-SL             | 1972                               | 4                | Ausmusterung und Weiterverkauf der Fahrzeuge bis 1982. |
| 133 – 140 141 – 147 148 – 158                                                             | MAN SL 192                | 1973 1974 und 1975                 | 8 7 11           | Nr. 134 1981 und 157 1980 Verschrottung nach Unfall. Nr. 151 wurde 1985 ausgemustert und war von 1985 bis 1990 abgestellt. Dann Nutzung von 1990 bis 1992 als Umkleide. 1992 bis 1994 Aufarbeitung zum Museumsbus. Heute betriebsfähig bei den Freunden der Augsburger Straßenbahn e. V. vorhanden. Die übrigen Fahrzeuge wurden zwischen 1983 und 1986 ausgemustert und weiterverkauft.               |
| 160 II                                                                                    | MAN 690 HO-R / Saviem E 7 | 1972                               | 1                | Fahrzeug wurde 1976 angekauft. Weiterverkauf 1978. |
| 165                                                                                       | MAN SR 240                | 1977                               | 1                | Fahrzeug 1978 angekauft. Nach Motorschaden 1993 weiterverkauft. |
| 159 (160 I) 161 – 163 164 166 – 169 170 – 173 174 – 185 186 – 190 2191 – 2199 2200 – 2205 | MAN SL 200                | 1975 1977 1979 1980 1981 1984 1985 | 1 3 1 4 11 5 9 6 | Nr. 159 diente wie 160 I zunächst als Probefahrzeug wurde aber dann übernommen. 160 I wurde nicht übernommen. Alle übrigen Fahrzeuge zwischen 1986 und 2001 ausgemustert und weiterverkauft. 2011 Rückkauf von Nr. 2204 und Verwendung als Museumsbus bei den Freunden der Augsburger Straßenbahn e. V.                                                                                                |
| 2000                                                                                      | Göppel MAN-VW 9.136 FOC   | 1984                               | 1                | Da in Siebenbrunn auf der ehemaligen Anruf-Sammel-Taxi-Linien (AST) 30 kein Wenden mit normalen Solo-Stadtbussen möglich war, wurde extra für diese Linie dieser Bus beschafft. 1992 Umbau zum Info-Mobil. Das Fahrzeug war viele Jahre in der Wagenhalle Senkelbach ungenutzt abgestellt. 2007 dann Verkauf an Augsburger Privatperson. Seither Nutzung als Wohnmobil und heruntergekommener Zustand. |
| 2206 I                                                                                    | MAN SL 202                | 1991                               | 1                | Probefahrzeug von MAN mit Turbolader. Während der Testphase war dieses Fahrzeug meist auf der Linie 35 im regulären Linieneinsatz. Übernahme in den SWA Fuhrpark. Einsatzzeit bei der SWA von Februar 1991 bis August 1991. Dann Motorbrand und Ausmusterung und Rückgabe an MAN. |

### Niederflur-Bauweise

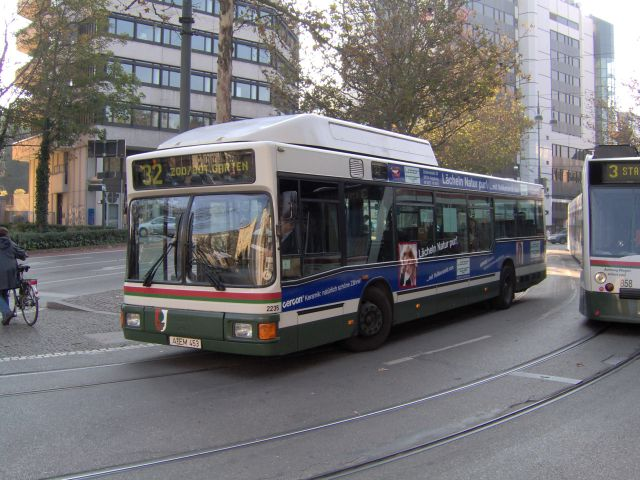
Nachfolger der Hochflur-Solobusse wurden die Niederflur-Solobusse (hier ein MAN NL 232 CNG)

Die ersten Niederflur-Solobusse kamen 1991 nach Augsburg. Sie dienten als Ersatz für die bisher verwendeten Hochflur-Solobusse und ermöglichten damit eine barrierefreie Nutzung der geringer frequentierten Buslinien in Augsburg. 1996 wurden erstmals auch Fahrzeuge mit Erdgasantrieb beschafft. Wie auch bei den Hochflur-Solobussen ab Baujahr 1952 wurden die Niederflur-Solobusse ausschließlich von MAN geliefert.
Erfolgreichstes Modell unter den Niederflur-Solobussen war bisher der MAN NL 202 II. Von diesem Dieselbus wurden insgesamt 17 Fahrzeuge beschafft. Gegenüber den Niederflur-Gelenkbussen stehen die Niederflur-Solobusse zahlenmäßig jedoch zurück, da sie aufgrund ihrer geringeren Kapazität nur auf wenigen Linien in Augsburg eingesetzt werden können.
| Nummer(n)      | Typ                       | Baujahr(e) | Zahl | Anmerkung / Verbleib |
| -------------- | ------------------------- | ---------- | ---- | --- |
| 2206 II – 2213 | MAN NL 202                | 1991       | 8    | Mit diesem Modell wurden dreitürige Solobusse in Augsburg wieder eingeführt. Die Ausmusterung und der Weiterverkauf der Fahrzeuge 2206 II bis 2213 erfolgte zwischen 2005 und 2006. Die meisten dieser Fahrzeuge gelangten nach NRW, wo sie erst in der Kalenderwoche 10, im März 2017 verschrottet wurden. Nr. 2207 gelangte nach Polen und wurde dort 2013 verschrottet. Nr. 2211 wurde 2006 nach Afrika verkauft, wo es seither als Wohnmobil genutzt wird. Nr. 2213 gelangte nach Bulgarien und wurde dort 2010 verschrottet. |
| 2214 – 2230    | MAN NL 202 II             | 1993       | 17   | Die Fahrzeuge 2214 bis 2225 wurden zwischen 2005 und 2007 ausgemustert und anschließend weiterverkauft. Die Ausmusterung der Fahrzeuge 2226 bis 2230 erfolgte 2007. Anschließend wurde auch hier ein Weiterverkauf durchgeführt. Die meisten Busse wurden nach Polen verkauft. Nr. 2218 wurde als Rollfeld Zubringerbus an den Flugplatz Augsburg verkauft. Die Berufsfeuerwehr Augsburg kaufte 2007 Nr. 2229 und baute ihn zum Großraumrettungswagen um. 2014 wurde dieser dann durch ein Mercedes Citaro O 530 (Wagen 108) von der Gersthofer Verkehrsgesellschaft ersetzt. Der Bus wurde über einen Zwischenhändler auf mobile.de zum Kauf angeboten, wurde aber dann auf eBay.de trotz seiner erheblichen Korrosionsschäden an einen Rettungsdienst weiterverkauft. |
| 2231 – 2239    | MAN NL 232 CNG (Erdgas-I) | 1996       | 9    | Erstes Solobus-Modell mit Erdgasantrieb in Augsburg. Die Ausmusterung der Fahrzeuge erfolgte Ende 2013. |
| 2240 – 2245    | MAN NL 243 CNG            | 2006       | 6    | Erstzulassung 2007. Diese Busse wurden im Dezember 2017 durch die neuen Mercedes Mercedes O 530 G NGT C2 Gelenkbusse der Stadtwerke Augsburg (AVG) ersetzt. Derzeit werden sie von MAN Truck & Bus Deutschland zum Verkauf angeboten. |

## Gelenkbusse

### Hochflur-Bauweise

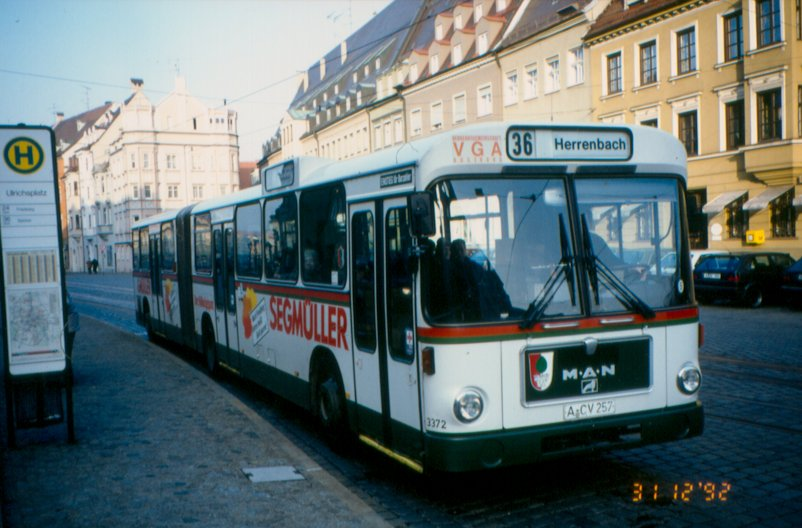
Nach dem Verbot des Anhängerbetriebes kamen Hochflur-Gelenkbusse zum Einsatz (hier MAN SG 240 H)

Am 1. Juli 1960 trat die geänderte StVZO in der Bundesrepublik Deutschland in Kraft. Darin wurde die Beförderung von Personen im Anhänger untersagt. Dies hatte zur Folge, dass der Busanhängerbetrieb in Augsburg (wie in anderen westdeutschen Kommunen auch) eingestellt werden musste. Die Stadtwerke beschafften daher fortan Hochflur-Gelenkbusse, um die geforderte Transportleistung weiterhin gewährleisten zu können. Wieder wurden, mit Ausnahme der drei angemieteten Busse von Mercedes, ausschließlich MAN-Fahrzeuge bestellt. Insbesondere die Modelle SG 192 und SG 240 H wurden in großer Zahl eingesetzt. Vom letztgenannten Typ waren in Augsburg insgesamt 65 Fahrzeuge in Dienst gestellt.
Ähnlich wie bei den Hochflur-Solobussen wurde auch bei den Hochflur-Gelenkbussen Ende der 1980er Jahre damit begonnen, Niederflur-Gelenkbusse als Ersatz zu beschaffen, um eine barrierefreie Nutzung zu ermöglichen.
| Nummer(n)                                                                                         | Typ              | Baujahr(e)                                | Zahl                 | Anmerkung / Verbleib |
| ------------------------------------------------------------------------------------------------- | ---------------- | ----------------------------------------- | -------------------- | --- |
| 64 – 91                                                                                           | MAN 760 UO 2G    | 1959 – 1962                               | 28                   | Die ersten Gelenkbusse in Augsburg. Die Fahrzeuge wurden zwischen 1972 und 1975 verkauft oder verschrottet. |
| 92 – 100 101 – 104                                                                                | MAN 890 UG-M16   | 1964 1965                                 | 9 4                  | Die beiden Serien besaßen unterschiedliche Einstiegstüren. Der Verkauf bzw. die Verschrottung aller Fahrzeuge erfolgte im Jahre 1981. |
| 301 – 310                                                                                         | MAN 890 SG       | 1972                                      | 10                   | Alle Busse waren mit schräger Frontscheibe ausgestattet. Ausmusterung mit anschließendem Weiterverkauf oder Verschrottung erfolgte zwischen 1982 und 1983. |
| 311 – 330 331 – 336 337 – 342 343 – 348 349 – 353                                                 | MAN SG 192       | 1974 1975 1976 1977 1978                  | 20 6 5               | Ab Nr. 311 wurden die Busse mit einer gerade Frontscheibe geliefert. Ausmusterung mit anschließendem Weiterverkauf oder Verschrottung erfolgte zwischen 1983 und 1989. |
| 354 – 361 362 – 367                                                                               | MAN SG 220       | 1978 1979                                 | 8 6                  | Fahrzeuge besaßen eine creme-grüne Lackierung. Ausmusterung und Weiterverkauf im Jahre 1992. |
| 368 369 – 374 375 – 384 385 – 391 392 3393 – 3401 I 3402 I – 3411 I 3412 I – 3420 I 3421 I – 3432 | MAN SG 240 H     | 1980 1981 – 1982 1980 1983 1984 1985 1986 | 1 6 10 7 1 9 10 9 12 | Nr. 368 und Nr. 392 waren Erprobungsfahrzeuge. Ausmusterung beider Fahrzeuge erfolgte im Jahre 1988, anschließend Weiterverkauf. Die übrigen Fahrzeuge wurden zwischen 1993 und 2004 ausgemustert und weiterverkauft. Einige Busse wurden nach Sarajevo verkauft. |
| 3433 – 3444 3445 – 3454                                                                           | MAN SG 242       | 1987 1989                                 | 12 10                | Die Fahrzeuge wurden zwischen 2004 und 2006 ausgemustert und weiterverkauft bzw. verschrottet. Nr. 3451 ist heute Museumsfahrzeug bei den Freunden der Augsburger Straßenbahn e. V. |
| 3301 II – 3303 II                                                                                 | Mercedes O 405 G | 1992                                      | 3                    | Die aus Wiesbaden stammenden Fahrzeuge wurden aufgrund von Wagenmangels nur für den Schul-, Sonder- und Werksverkehr von einem Zwischenhändler angemietet und waren von März 2006 bis August 2006 im Einsatz, jedoch nicht im regulären Linienverkehr. Ausmusterung im Sommer 2006. Der Zwischenhändler verkaufte die Fahrzeuge daraufhin nach Arad, in Rumänien. Diese Fahrzeuge wurden durch die aus Duisburg stammenden O 405 GN2 CNG Busse ersetzt. |

### Niederflur-Bauweise

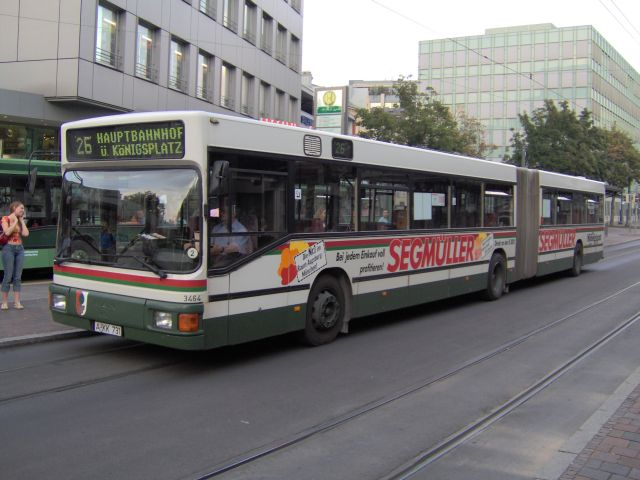
Als Weiterentwicklung der Hochflurbusse treten die Niederflur-Gelenkbusse in den Dienst (hier MAN NG 272)

Ähnlich wie bei den Solobussen wurden auch die Hochflur-Gelenkbusse ab 1991 nach und nach durch Niederflur-Gelenkbusse ersetzt. Somit war eine barrierefreie Nutzung für stärker frequentierte Linien ebenfalls gegeben. Dominierend ist bei den Niederflur-Gelenkbussen ebenfalls die Marke MAN, allerdings wurden u. a. für den Königsplatz-Umbau auch gebrauchte Mercedes-Busse beschafft. Der NG 272 II bildete dabei mit einer Zahl von 21 Fahrzeugen die größte Gruppe der von MAN bestellten Fahrzeuge.
Im Jahr 1995 wurden neben den Solobussen auch Gelenkbusse mit Erdgasmotoren in Dienst gestellt.
| Nummer(n)                           | Typ                                        | Baujahr(e)  | Zahl | Anmerkung / Verbleib |
| ----------------------------------- | ------------------------------------------ | ----------- | ---- | --- |
| 3455 – 3467                         | MAN NG 272                                 | 1991        | 13   | Nr. 3455 wurde 2001 nach Unfall verschrottet. Die Ausmusterung und der anschließende Weiterverkauf der übrigen Fahrzeuge erfolgte zwischen 2005 und 2007. Die meisten Busse wurden nach Polen verkauft. |
| 3468 – 3476 3477 – 3490             | MAN NG 272 II                              | 1993        | 12 9 | Nr. 3474 wurde 2009 verschrottet. Die Ausmusterung und der anschließende Weiterverkauf der Fahrzeuge 3468 bis 3476 erfolgte zwischen 2007 und 2010. Die Ausmusterung und Weiterverkauf von 3477 bis 3490 zwischen 2005 und 2010. Nr. 3479 als Museumsfahrzeug seit 2011 in Privatbesitz, jedoch betreut vom OCM. Nr. 3485 wurde 2012 verschrottet (Käufer unbekannt). Für 3479 steht nun der letzte ex Landshuter MAN Bus Nr. 7561, ein MAN NG 272 II als Ersatzteilspender zur Verfügung. Dieser Bus wird zerlegt, da er in einem sehr schlechten Zustand ist. Die meisten Busse wurden verschrottet. |
| 3491 – 3498                         | MAN NG 232 CNG (Erdgas-I)                  | 1995        | 8    | Nr. 3493 wurde 2013 verschrottet. Rest wurde direkt und über Zwischenhändler nach Litauen verkauft. Erstes Gelenkbus-Modell mit Erdgasantrieb in Augsburg. Die Ausmusterung der übrigen Fahrzeuge erfolgte Ende 2013 nach Wiederinbetriebnahme des Haltestellendreiecks am Königsplatz. Nr. 3491 (erster Augsburger Erdgas-Bus überhaupt) wurde im Dezember 2013 nach Litauen verkauft und konnte im Februar 2014 als Teil einer Privatsammlung zurückgekauft werden. Diese Busse gab es so ausschließlich in Augsburg. Lediglich die üstra hatte noch mindestens ein identisches Fahrzeug und die MVG hatte noch drei Nachfolgemodelle mit zwei Gastanks, anstatt eines Gastanks (Baujahr und Erstzulassung 1997) auf dem Dach. |
| 3499 – 3511                         | MAN NG 313 CNG (Erdgas-II) (alte Bauform)  | 1998        | 13   | Nr. 3503 wurde 2006 (Unfall 2004) verschrottet. Die Ausmusterung der übrigen Fahrzeuge war für Ende 2013 nach Wiederinbetriebnahme des Haltestellendreiecks am Königsplatz geplant. Dann waren die Fahrzeuge Reserve und wurden zuletzt wieder für den Linienverkehr reaktiviert. Die meisten Fahrzeuge wurden über einen Zwischenhändler weiterverkauft. Einige Fahrzeuge wurden verschrottet. Nr. 3507 blieb der Nachwelt als Teil einer Privatsammlung erhalten. Modell mit zweitem Gastank auf dem Dach. Direkter Nachfolger der drei Mainzer MAN-NG-232-CNG-Fahrzeuge. Diese Busse gab es so ausschließlich in Augsburg. |
| 3512                                | MAN NG 313 CNG (Erdgas-III) (neue Bauform) | 2000        | 1    | 2000–2002 MAN Vorführwagen zu Gast im Augsburger Linienverkehr; 2002 dann endgültige Übergabe an die Stadtwerke Augsburg. Das Fahrzeug wurde durch die neuen Mercedes O 530 G NGT C2 Gelenkbusse der Stadtwerke Augsburg (AVG) ersetzt und ist inzwischen verschrottet. |
| 3513 – 3524                         | MAN NG 313 CNG (Erdgas-III) (neue Bauform) | 2002        | 12   | Diese Busse wurden durch die neuen Mercedes Mercedes O 530 G NGT C2 Gelenkbusse der Stadtwerke Augsburg (AVG) ersetzt. Derzeit werden sie von einem Bushändler zum Verkauf angeboten. |
| 3525                                | MAN NG 313 CNG (Erdgas-III) (neue Bauform) | 2002        | 1    | 3525 war ein zweiter Prototyp, oder zumindest ein Versuchsträger mit der neuen Bauform (auf dem KFZ Brief schon als Lion’s City bezeichnet), mit leichten optoschen Veränderungen im Fahrgastraum. Dieses Fahrzeug wurde im Laufe des Jahres 2017 ausgemustert. Das Fahrzeug wurde durch die neuen Mercedes O 530 G NGT C2 Gelenkbusse der Stadtwerke Augsburg (AVG) ersetzt. |
| 3526 – 3534                         | MAN NG 313 CNG (Erdgas-III) (neue Bauform) | 2003        | 9    | Diese Busse wurden durch die neuen Mercedes Mercedes O 530 G NGT C2 Gelenkbusse der Stadtwerke Augsburg (AVG) ersetzt. |
| 3401 II – 3403 II                   | Mercedes 405 GN2 CNG                       | 1996 – 1997 | 3    | Diese Fahrzeuge wurden 2006 gebraucht aus Duisburg, zunächst nur für den Schul-, Sonder- und Werksverkehr beschafft. Diese Busse ersetzten die O 405 G Busse. Erst mit Baubeginn des Königsplatz-Umbaus Verwendung sowohl im Schienenersatzverkehr aber auch auf ausgesuchten AVG Buslinien. Die Ausmusterung erfolgte Ende 2013 nach Wiederinbetriebnahme des Haltestellendreiecks am Königsplatz. |
| 3404 II – 3407 II 3413 II           | MAN NG 262                                 | 1998        | 5    | Als Schienenersatzbusse während des Königsplatz-Umbaus gebraucht beschafft. Einsatz während dieser Zeit aber auch auf ausgesuchten AVG Buslinien. Die Ausmusterung erfolgte Ende 2013 nach Wiederinbetriebnahme des Haltestellendreiecks am Königsplatz. |
| 3408 II – 2412 II 3414 II – 3430 II | Mercedes O 405 GN2                         | 1997–1999   | 22   | Als Schienenersatzbusse während des Königsplatz-Umbaus gebraucht beschafft. Einsatz während dieser Zeit aber auch auf ausgesuchten AVG Buslinien. Die Ausmusterung erfolgte Ende 2013 nach Wiederinbetriebnahme des Haltestellendreiecks am Königsplatz. |

## Sonderfahrzeuge
Aufgrund von längeren Ausfallzeiten der Combino-Straßenbahnen und des damit verbundenen Mangels an Niederflur-Straßenbahnen beschafften die Stadtwerke einen Mercedes-Benz Sprinter mit Rollstuhllift und richteten einen sog. „Rolli-Shuttle“ ein. Dieser erhielt die Nummer 113 II. Nachdem alle Combino-Straßenbahnen wieder im Einsatz waren, wurde das Fahrzeug dem Malteser Hilfsdienst Augsburg gespendet. Der „Rolli-Shuttle“ musste telefonisch bestellt werden und verkehrte auf den seinerzeit vorhandenen Straßenbahnlinien 1, 2, 3 und 4.

## Anhänger

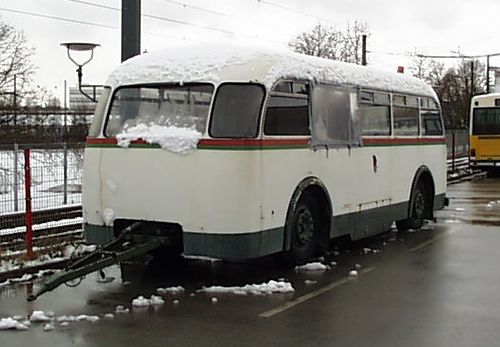
Vor Einführung der Gelenkbusse wurden auf vielen Linien Busanhänger verwendet.

Um die Transportkapazität auf stark ausgelasteten Buslinien zu verbessern, wurden von den Stadtwerken mehrere Busanhänger von verschiedenen Herstellern beschafft. Diese befanden sich bis zur Änderung der StVZO im Jahre 1960 im Einsatz und wurden anschließend ausgemustert. Aufgrund der zeitweise hohen Fahrgastzahlen auf der Oberleitungsbuslinie wurden auch dort Busanhänger verwendet.
Die Nummerierung wurde unabhängig von den Bussen geführt. In der Regel war das Rauchen in den Anhängern erlaubt. Der Motorwagen dagegen war den Nichtrauchern vorbehalten.
| Nummer(n) | Typ              | Baujahr(e) | Zahl | Anmerkung / Verbleib |
| --------- | ---------------- | ---------- | ---- | --- |
| 1 – 2     | Düwag / Schumann |            | 2    | Beide Busanhänger wurden 1960 ausgemustert. |
| 3 – 5     | Kässbohrer PA 5  | 1952       | 3    | Alle Busanhänger wurden 1960 ausgemustert. Dem Anhänger mit der Nr. 3 wurde später die Nr. 9 zugeteilt. |
| 6         | Unbekannt        |            | 1    | Ausmusterung erfolgte 1960. |
| 7         | Schumann         |            | 1    | Ausmusterung erfolgte 1960. |
| 8         | Rathgeber        |            | 1    | Busanhänger wurde 1960 ausgemustert. |
| 9         | Kässbohrer PA 5  | 1952       | 1    | Ursprünglich Anhänger mit der Nr. 3. Verwendung zunächst als VGA-Infomobil, später erneut umnummeriert (Nr. 10) und dem Gleisbau zugeteilt. Dann Weitergabe an Freunde der Augsburger Straßenbahn e. V. und Verwendung als sogenannte „Busbar“.                                                             |
| 10 – 25   | Schenk / Göppel  |            | 16   | Alle Busanhänger wurden 1960 ausgemustert. Nr. 19 bekam später die Nr. 11. Dieser Anhänger befand sich nach seiner Ausmusterung zunächst viele Jahre im Besitz von Göppel Bus Augsburg. Anschließend erfolgte der Kauf durch die Gersthofer Verkehrsgesellschaft. Die Warnlichter vom Dach wurden entfernt. |

## Erprobungsfahrzeuge
Die Stadtwerke setzen in der Vergangenheit immer wieder Erprobungsfahrzeuge ein, um neu entwickelte Busmodelle zu testen. Dies geschieht teilweise als Leerfahrt, oftmals aber auch im Linienverkehr. Prototypen von MAN werden meist in den normalen Fuhrpark mit eingekauft, wenn eine Bestellung der Serienfahrzeuge erfolgt. Eine Ausnahme davon war hier der Prototyp (Baujahr 1998) des MAN NG 313 CNG Erdgas-II-Gelenkbusses, der wegen seiner 2. Schiebetür im Gelenkteil von der Stadtwerke Augsburg nicht gekauft wurde. 1999 verkaufte die MAN ihn an die Wernigeröder Verkehrsbetriebe, einem Vorläufer der Harzer Verkehrsbetriebe Wernigerode. Im Oktober 2011 ging der Bus anschließend zu Testzwecken nach Wien. Im April 2015 wurde der Bus von einer Privatperson in 2604 Theresienfeld, Österreich über mobile.de zum Kauf angeboten. Ex „BUS MIeT – BAR“ (wurde jedoch nie fertiggestellt). Verkauf nach Ungarn für den Weiterverkauf in die Ukraine.
Auch Mercedes-Benz versuchte an die SWA Busse zu verkaufen. Zu Vorführzwecken war deshalb 1990 ein Mercedes-Benz O 405 N als Erprobungsfahrzeug in Augsburg. Die Bemühungen blieben jedoch erfolglos.
| Nummer(n)                      | Typ                         | Baujahr(e) | Anmerkung / Verbleib |
| ------------------------------ | --------------------------- | ---------- | --- |
| 159 160 I                      | MAN SL 200                  | 1975       | Nr. 159 von 1975 bis 1977 Eigentum von MAN München mit Farbgebung der Bonner Verkehrsbetriebe. 1975 zur Probe bei der SWA in Augsburg. Nr. 160 I von 1975 bis 1976 Eigentum von MAN München mit Farbgebung der Bonner Verkehrsbetriebe. Nr. 159 wurde unter Beibehaltung des Lacks in den SWA Fuhrpark bis 1986 übernommen. Dann Ausmusterung und Weiterverkauf. Nr. 160 I wurde nicht in den SWA Fuhrpark übernommen. 1975 bis 1976 zur Probe bei der SWA in Augsburg. 1976 Verkauf nach Bonn. |
| 94 II (später 368 bzw. 3368)   | MAN SG 240 H                | 1980       | Erprobungsfahrzeug und MAN / Göppel Prototyp. Wurde in den SWA Fuhrpark übernommen. 1980 bis 1982 Eigentum von MAN München. 1982 bis 1988 SWA. 1988 bis 1999 Rollfeld Zubringerbus für den Flughafen Bremen. |
| 392 (später 3392)              | MAN SG 240 H                | 1980       | MAN Prototyp, wurde später in den SWA Fuhrpark übernommen. 1980 bis 1983 Eigentum von MAN München. 1983 bis 1988 SWA. 1988 bis 1999 Rollfeld Zubringerbus für den Flughafen Bremen. |
| 93 II (später 98 II bzw. 3098) | MAN SG 240 H                | 1981       | Erstes MAN Serienfahrzeug dieses Bustyps. 1981 bis 1985 Eigentum von MAN Augsburg. 1983 SWA Nr. 93 II. 1984 bis 1985 SWA Nr. 98 II, bzw. später Nr. 3098. Keine Übernahme in den SWA Fuhrpark. Verkauf an Kroiss in Rosenheim (dort mindestens bis 2000). 2012 Verkauf an Des Tour in Krokowa. Dort dann 2014 verschrottet. |
|                                | MAN SGG 280 H               | 1982       | Doppelgelenkbus Prototyp. Ab 1982 Eigentum von MAN München. Keine Übernahme in den SWA Fuhrpark. 1983 DKB, WVG und SWA. 1984 Rollfeld Zubringerbus für den Flughafen Frankfurt Main und Einsatz bei der Stadtwerke München. Der Bus war für den Spurbusbetrieb vorbereitet. Zuletzt war der Bus in den USA. Der weitere Verbleib dieses Fahrzeugs ist unbekannt. |
|                                | MAN NL 202                  | 1989       | Prototyp, allerdings keine Übernahme in den SWA Fuhrpark. 1989 Eigentum von MAN Salzgitter. Dann 1989 Eigentum der BVG Nr. 2099. März bis April 1989 Bogestra. 1989 Bremer Stadtwerke AG Nr. 195 und SWA. 1990 Stadtwerke Münster Nr. 8891. April 1991 Testfahrt durch Trier. 1991 Cottbusverkehr GmbH. Ab 1999 wieder Eigentum von MAN Salzgitter. Später Verkauf in die Ukraine. |
|                                | MAN NG 272                  | 1989       | Prototyp, allerdings keine Übernahme in den SWA Fuhrpark. 1989 Eigentum von MAN. Dann 1989 bis 2002 Eigentum der Dortmunder Stadtwerke. 1990 leihweise zu Testzwecken bei der SWA. 2002 bis 2011 MPK Radomsko. 2011 dort verschrottet. |
|                                | Mercedes O 405 N            | 1990       | Zu Vorführzwecken war 1990 ein Mercedes-Benz O 405 N in Augsburg. Keine Übernahme in den SWA Fuhrpark. 1990 leihweise Dresdner Verkehrsbetriebe AG und SWA. 1990 bis 1991 Eigentum von EvoBus Stuttgart. 1991 bis 2003 Eigentum von den Dresdner Verkehrsbetriebe AG. 2007 Verkauf nach Weißrussland. |
| 2206 I                         | MAN SL 202                  | 1991       | Probefahrzeug von MAN mit Turbolader. Ab 1991 Eigentum von MAN. Während der Testphase war dieses Fahrzeug meist auf der Linie 35 im regulären Linieneinsatz. Übernahme in den SWA Fuhrpark. Einsatzzeit bei der SWA von Februar 1991 bis August 1991. Dann Motorbrand und Ausmusterung und Rückgabe an MAN. Wagen wurde von MAN repariert. 1991 Eigentum von MAN Salzgitter. 1991 bis 2002 Eigentum der Wernigeröder Verkehrsbetriebe, Vorläufer der Harzer Verkehrsbetriebe Wernigerode. Seit 2010 in Mazedonien. Da bereits Niederflurfahrzeuge auf dem Markt waren, wurde kein Ersatz beschafft und es erfolgte keine Serienbestellung dieses Bustyps. Dieses Fahrzeug wird oft auch irrtümlich mit den Baujahren 1985 und 1987 genannt. |
|                                | MAN NL 232 CNG (Erdgas-I)   | 1994       | Prototyp, allerdings keine Übernahme in den SWA Fuhrpark. 1994 bis 1995 Eigentum von MAN München. 1995 bis 1996 Eigentum von MAN Augsburg. 1996 bis 1997 wieder Eigentum von MAN München. Dann von 1997 bis 2002 Eigentum von MAN Salzgitter. 2002 bis 2006 Eigentum der VAG Nr. 500. 1995 bei der SWA zu Testzwecken. |
|                                | MAN NG 313 CNG (Erdgas-II)  | 1998       | Prototyp mit zweiter Schiebetür im Gelenkteil und mit Augsburger Farbgebung, allerdings keine Übernahme in den SWA Fuhrpark. Direkter Nachfolger der drei Mainzer MAN NG 232 CNG Fahrzeuge. 1998 bis 1999 Eigentum von MAN München. 1998 zu Testzwecken Einsatz bei der Stadtwerke München und bei der Stadtwerke Augsburg. Da die SWA keine zweite Schiebetür an ihren Bussen wollten, wurde dieser Bus nach seinen Probe- und Testfahrten wieder an MAN zurückgegeben. Die MAN verkaufte den Bus 1999 an die Wernigeröder Verkehrsbetriebe, Vorläufer der Harzer Verkehrsbetriebe Wernigerode (dort mindestens bis 2006). Im Oktober 2011 zu Testzwecken nach Wien. Im April 2015 wurde der Bus von einer Privatperson in 2604 Theresienfeld, Österreich über mobile.de zum Kauf angeboten. Ex „BUS MIeT – BAR“ (wurde jedoch nie fertiggestellt). Verkauf nach Ungarn für den Weiterverkauf in die Ukraine. |
| 3512                           | MAN NG 313 CNG (Erdgas-III) | 2000       | Prototyp mit geänderter Bauform und mit Augsburger Farbgebung. Ab 2000 Eigentum von MAN München, von 2000 bis 2002 Vorführwagen. Dieses Fahrzeug ersetzte bei MAN München seinen Vorgänger mit der alten Bauform und der zweiten Schiebetür im Mittelteil von 1998. Er kam im Jahr 2000 als Vorführwagen, mit rotem Überführungskennzeichen nach Augsburg. Nach mehreren Wochen der Testphase im regulären Linienverkehr kaufte die SWA dieses Fahrzeug und reihte es in ihren Fuhrpark ein. Da das Fahrzeug auch ein Vorführwagen war, ging der Bus zunächst wieder zu MAN zurück. Als der Bus 2002 erneut nach Augsburg kam, wurde er regulär in Augsburg angemeldet und ging in den regulären Linienverkehr. Die SWA bestellte diesen Fahrzeugtyp auch bei MAN. Die ersten Busse kamen 2002 und die letzten kamen 2003. 2006 und 2012 folgten weitere Fahrzeuge, allerdings unter der neuen Typenbezeichnung Lion’s City. Dieses Fahrzeug wurde im September 2016 ausgemustert und soll verschrottet worden sein. |
| 3525                           | MAN NG 313 CNG (Erdgas-III) | 2002       | 3525 war ein zweiter Prototyp, oder zumindest ein Versuchsträger mit der neuen Bauform (auf dem KFZ Brief schon als Lion’s City bezeichnet), mit leichten optoschen Veränderungen im Fahrgastraum. Dieses Fahrzeug wurde im Laufe des Jahres 2017 ausgemustert. |

### Gastbusse von MAN zur Erprobung, sowie Vorführwagen
Bei der Stadtwerke Augsburg, bzw. bei der AVG wurden und werden immer mal wieder Prototypen und Versuchsfahrzeuge, sowie Vorführwagen vorgeführt und getestet. Dies geschieht teilweise als Leerfahrt, meist aber auch im Linienverkehr. Zuletzt befand sich im Jahr 2012 ein Versuchsfahrzeug von MAN in Augsburg. Es war ein Gelenkbus, deren Typenbezeichnung nicht bekannt ist. Dieser Bus wurde nicht im Personenverkehr und unter Ausschluss der Öffentlichkeit in Leerfahrten auf einer Teststrecke am Messezentrum getestet. Prototypen und Vorführwagen von MAN werden meist von der AVG in den normalen Fuhrpark mit eingekauft, wenn eine Bestellung der Serienfahrzeuge erfolgt. Eine Ausnahme war hiervon der Prototyp (Baujahr 1998) des MAN NG 313 CNG Erdgas-II-Gelenkbusses, der wegen seiner 2. Schiebetür im Gelenkteil von der AVG nicht gekauft wurde und daher von der MAN an die WVB Wernigerode verkauft wurde. Der neueste Gastbus, der inzwischen in den Fuhrpark der AVG übernommen wurde, ist der MAN NL 243 A21-CNG-EEV Lion’s City Facelift Erdgas-Solobus, Baujahr 2012.

### Ehemalige AVG Busse
- 01 Mercedes Sprinter (während der Combino-Sanierung extra für Rollstuhlfahrer nach vorheriger telefonischer Anmeldung im Einsatz)
- 03 Mercedes-Benz O 405 G (ex ESWE Verkehrsgesellschaft Wiesbaden; von März 2006 bis August 2006 im Einsatz, jedoch nie im regulären Linienverkehr)
- 03 Mercedes-Benz O 405 GN2 CNG Erdgas-Gelenkbus, ehemals Duisburger Verkehrsgesellschaft (dort 5620, 5621 und 5701; erst als AVG Ersatzbusse im Schienenersatzverkehr und im Linienverkehr – siehe Abschnitt der ehemaligen AVG Ersatzbusse; ersetzten die ex Wiesbadener Mercedes-Benz O 405 G Busse)
- 22 MAN SG 242, Baujahre 1987–1989 (bis Ende Oktober 2006 im Einsatz)
- 08 MAN NL 202, Baujahre 1991–1992 (bis ca. Mitte 2007 im Einsatz)
- 17 MAN NL 202(2), Baujahre 1992–1993 (bis ca. Mitte 2007 im Einsatz)
- 09 MAN NL 232 CNG Erdgas-I-Solobus, Bau- und Lieferjahr 1996 (bis zum Fahrplanwechsel im Dezember 2013 im Einsatz)
- 13 MAN NG 272, Baujahre 1991–1992 (bis Fahrplanwechsel, im Dezember 2010 im Einsatz)
- 23 MAN NG 272(2), Baujahre 1992–1993 (bis Fahrplanwechsel, im Dezember 2010 im Einsatz)
- 08 MAN NG 232 CNG Erdgas-I-Gelenkbus, Bau- und Lieferjahr 1995 (bis Fahrplanwechsel im Dezember 2013 im Einsatz). Die Wagennummer 3491 ist als Museumsbus vorgesehen.
- 13 MAN NG 313 CNG Erdgas-II-Gelenkbus, Bau- und Lieferjahr 1998 (alte Bauform) (zunächst Einsatz nur bis Fahrplanwechsel im Dezember 2013. Dann Reserve und dann Reaktivierung für den Linienverkehr. Die letzten Fahrzeuge dieser Bauart waren bis zum 16. September 2015 im Linienverkehr im Einsatz und wurden am 17. September 2015 endgültig ausgemustert)
- 01 MAN NG 313 CNG Erdgas-III-Gelenkbus Prototyp, Baujahr 2000 (neue Bauform) (2000–2002 MAN Vorführwagen zu Gast im Augsburger Linienverkehr; 2002 dann endgültige Übergabe an die Stadtwerke Augsburg). Dieser Bus wurde inzwischen verschrottet.
- 12 MAN NG 313 CNG Erdgas-III-Gelenkbus, Bau- und Lieferjahr 2002 (neue Bauform). Diese Busse werden derzeit von einem Bushändler zum Verkauf angeboten.
- 01 MAN NG 313 CNG Erdgas-III-Gelenkbus Prototyp, oder zumindest Versuchsträger, Bau- und Lieferjahr 2002 (neue Bauform).
- 09 MAN NG 313 CNG Erdgas-III-Gelenkbus, Bau- und Lieferjahre 2003 (neue Bauform).
- 06 MAN NL 243 CNG Lion’s City Erdgas-Solobus, Bau- und Lieferjahr 2006, Erstzulassung 2007. Diese Busse wurden im Dezember 2017 durch die neuen Mercedes Mercedes O 530 G NGT C2 Gelenkbusse der Stadtwerke Augsburg (AVG) ersetzt. Derzeit werden sie von MAN Truck & Bus Deutschland zum Verkauf angeboten.

### Die ehemaligen AVG Ersatzbusse
Die AVG Ersatzbusse wurden während des zweiten Königsplatz-Umbaus überwiegend für den Schienenersatzverkehr eingesetzt. Sie kamen aber auch schon öfter mal auf ausgesuchten Stadtbuslinien zum Einsatz.
- 3 Mercedes-Benz O 405 GN2 CNG Erdgas-Gelenkbus, ehemals Duisburger Verkehrsgesellschaft (dort 5620, 5621 und 5701)
- 4 MAN NG 262, ehemals Essener Verkehrs-AG (dort 3801, 3802, 3807 und 3810)
- 1 Mercedes-Benz O 405 GN2, ehemals Reutlinger Stadtverkehrsgesellschaft (dort 184)
- 3 Mercedes-Benz O 405 GN2, ehemals ESWE Verkehrsgesellschaft (dort 114, 118 und 119)
- 1 Mercedes-Benz O 405 GN2, ehemals Aktiv Bus Flensburg (dort 21)
- 1 MAN NG 262, ehemals NEW mobil und aktiv Mönchengladbach (dort 9861)
- 5 Mercedes-Benz O 405 GN2, ehemals Albus Salzburg Verkehrsbetrieb (dort 9829, 9830, 9831, 9832 und 9833)
- 5 Mercedes-Benz O 405 GN2, ehemals Bochum-Gelsenkirchener Straßenbahnen AG (dort 9762, 9763, 9765, 9766 und 9767)
- 4 Mercedes-Benz O 405 GN2, ehemals Dresdner Verkehrsbetriebe (dort 453 103-3, 453 104-1, 453 107-4 und 453 109-0)
- 3 Mercedes-Benz O 405 GN2, ehemals Kraftverkehrsgesellschaft Braunschweig (dort 9712, 9716 und 9718; zuvor Essener Verkehrs-AG 3605, 3608 und 3617)

### Ausgemusterte Busse

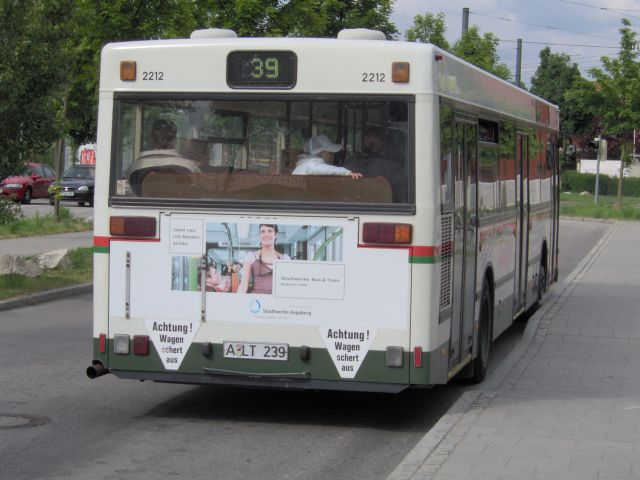
Ein MAN-Diesel-Niederflur-Solobus des Typs MAN NL 202, 2005 an der Inninger Straße
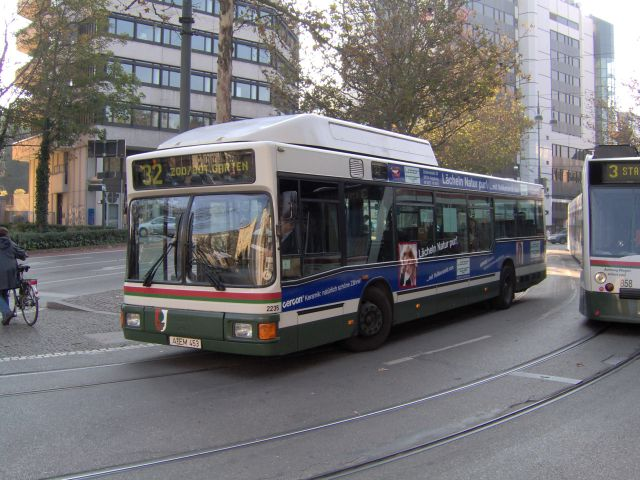
MAN-Erdgas-Solobus (Erdgas-I) des Typs NL 232, 2005 am Königsplatz
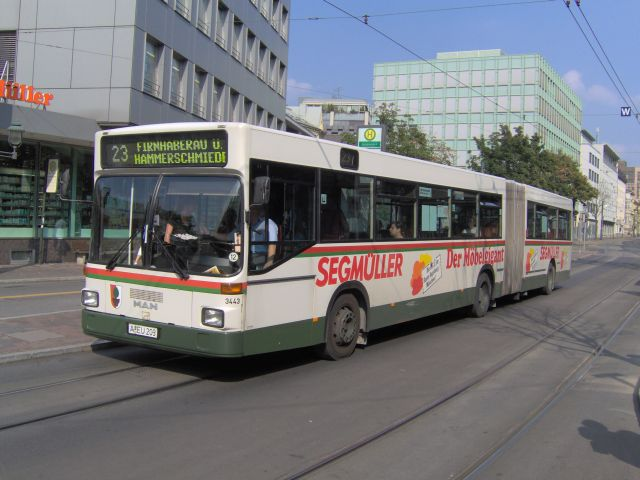
Ein Hochflurbus vom Typ MAN SG 242, 2005 am Hauptbahnhof
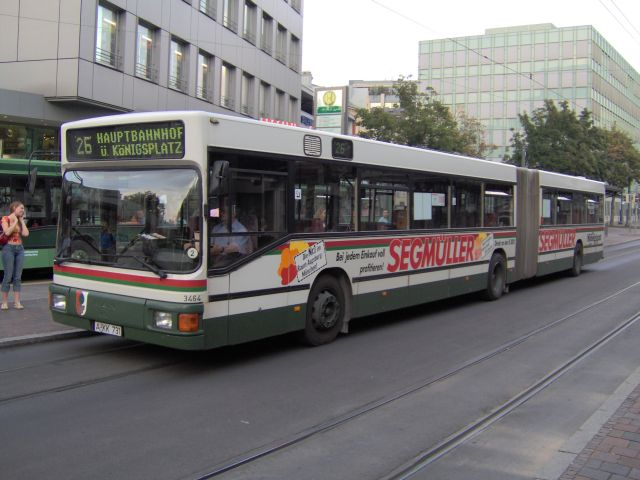
Ein Diesel-Niederflur-Gelenkbus des Typs MAN NG 272, 2005 auf der ehemaligen Linie 26 am Hauptbahnhof
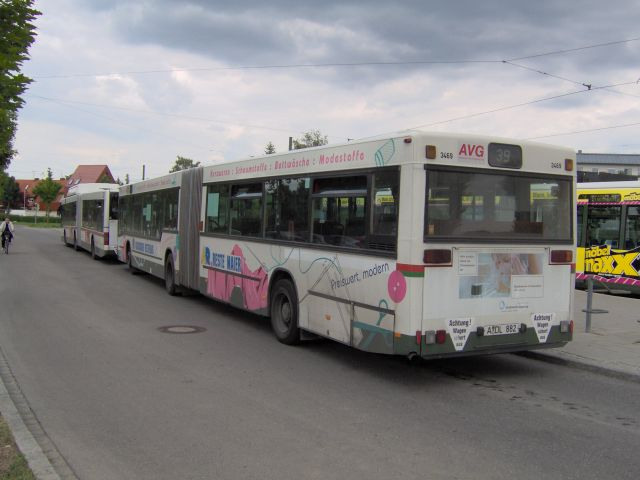
AVG Bus (ex SWA Bus) 2005 auf der Linie 39 vom Typ MAN NG 272(2) an der Haltestelle Inninger Straße
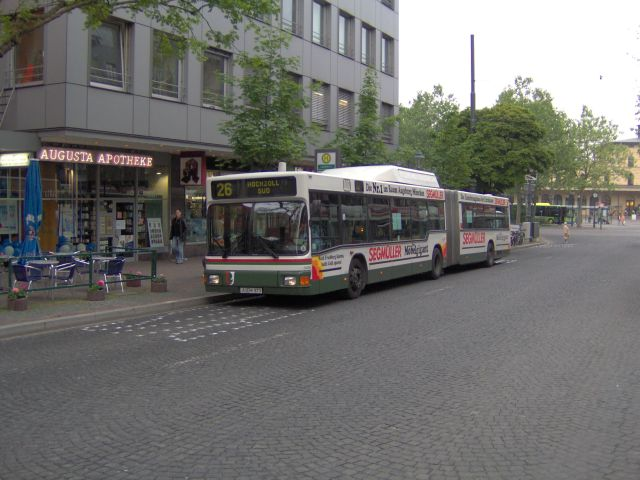
MAN NG 232 Erdgas-Gelenkbus (Erdgas-I), 2005 an der ehemaligen Haltestelle Hauptbahnhof der ehemaligen Linie 26
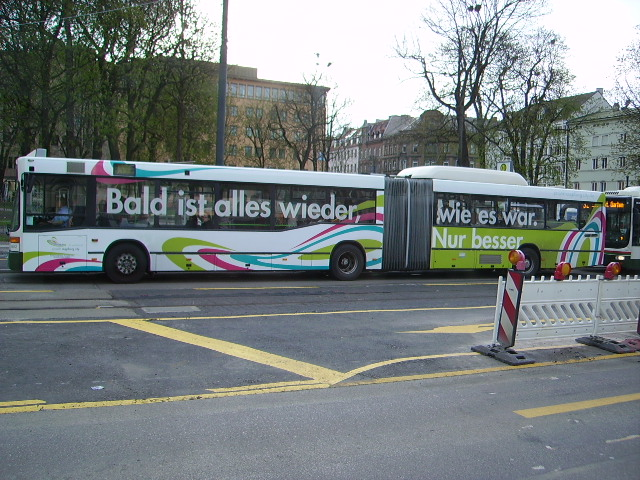
Ein AVG Ersatzbus des Typs Mercedes-Benz O 405 GN2 CNG (ex Duisburger Verkehrsgesellschaft) 2012 während Königsplatzumbau in Augsburg (Projekt Augsburg City)
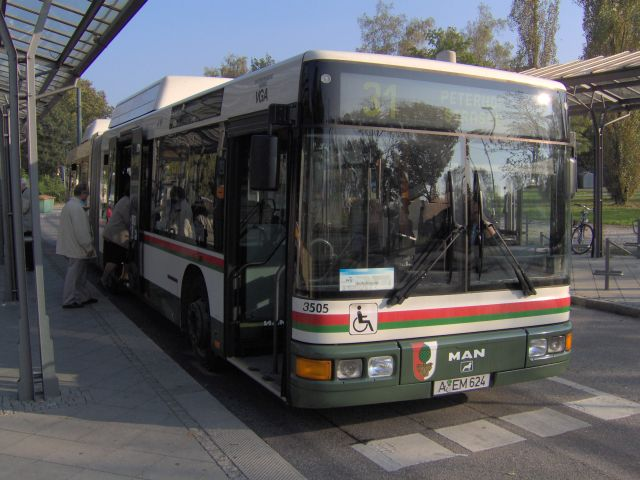
2005: MAN-Erdgas-Gelenkbus des Typs NG 313 CNG (alte Bauform; Erdgas-II), Baujahr 1998 am Neuen Ostfriedhof
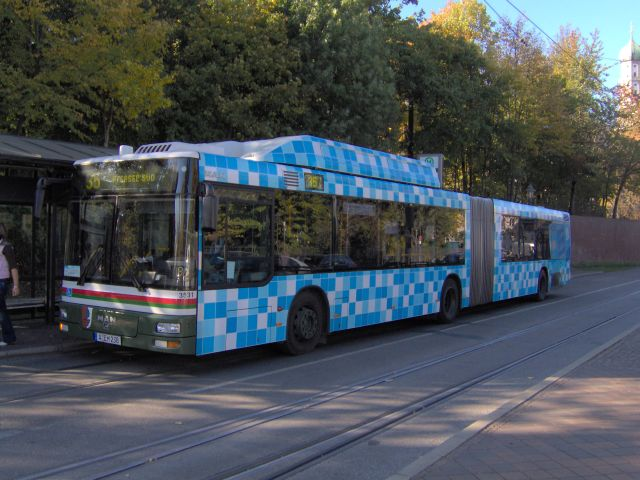
2005: MAN-Erdgas-Gelenkbus des Typs NG 313 CNG (neue Bauform; Erdgas-III), Baujahr 2002 und 2003 am Roten Tor